# L-théorie algébrique
 (mai 2022).
Si vous disposez d'ouvrages ou d'articles de référence ou si vous connaissez des sites web de qualité traitant du thème abordé ici, merci de compléter l'article en donnant les références utiles à sa vérifiabilité et en les liant à la section « Notes et références ».
Pour les articles homonymes, voir L.
En mathématiques, la « L-théorie algébrique » est l'équivalent de la K -théorie pour des formes quadratiques. Le terme a été inventé par C. T. C.  Wall, qui a utilisé L car c'était la lettre après le K . La théorie L algébrique, également connue sous le nom de « théorie K hermitienne », est importante dans la théorie de la chirurgie.

## Définition
On peut définir des L -groupes pour tout anneau d'involution R : les L -groupes quadratiques {\displaystyle L_{*}(R)} (Wall) et les L -groupes symétriques {\displaystyle L^{*}(R)} (Mishchenko, Ranicki).

### Dimension paire
Les L-groupes de dimension paire {\displaystyle L_{2k}(R)} sont définis comme les groupes de Witt de formes ε-quadratiques sur l'anneau R avec {\displaystyle \epsilon =(-1)^{k}} . Plus précisément, {\displaystyle L_{2k}(R)} est le groupe abélien de classes d'équivalence {\displaystyle [\psi ]} et de formes ε-quadratiques non dégénérées {\displaystyle \psi \in Q_{\epsilon }(F)} sur R, où les R-modules F sous-jacents sont libres de génération finie. La relation d'équivalence est donnée par stabilisation par rapport aux formes ε-quadratiques hyperboliques :
{\displaystyle [\psi ]=[\psi ']\Longleftrightarrow n,n'\in {\mathbb {N} }_{0}:\psi \oplus H_{(-1)^{k}}(R)^{n}\cong \psi '\oplus H_{(-1)^{k}}(R)^{n'}} .
L'addition dans {\displaystyle L_{2k}(R)} est défini par
{\displaystyle [\psi _{1}]+[\psi _{2}]:=[\psi _{1}\oplus \psi _{2}].}
L'élément zéro est représenté par {\displaystyle H_{(-1)^{k}}(R)^{n}} pour tout {\displaystyle n\in {\mathbb {N} }_{0}} . L'inverse de {\displaystyle [\psi ]} est {\displaystyle [-\psi ]} .

### Dimension impaire
La définition des L-groupes de dimension impaire est plus compliquée ; de plus amples détails et la définition des L-groupes de dimension impaire peuvent être trouvés dans les références mentionnées ci-dessous.

## Exemples et applications
Les L -groupes d'un groupe {\displaystyle \pi } sont les L-groupes  {\displaystyle L_{*}(\mathbf {Z} [\pi ])} de l'anneau {\displaystyle \mathbf {Z} [\pi ]} . Dans les applications à la topologie, {\displaystyle \pi } est le groupe fondamental {\displaystyle \pi _{1}(X)} d'un espace {\displaystyle X} . Les L -groupes quadratiques {\displaystyle L_{*}(\mathbf {Z} [\pi ])} jouent un rôle central dans la classification chirurgicale des types d'homotopie {\displaystyle n} -variétés dimensionnelles de dimension {\displaystyle n>4}, et dans la formulation de la conjecture de Novikov.
La distinction entre les L-groupes symétriques et les L-groupes quadratiques, indiquée par des indices supérieurs et inférieurs, reflète l'utilisation dans l'homologie et la cohomologie de groupe. La cohomologie de groupe {\displaystyle H^{*}} du groupe cyclique {\displaystyle \mathbf {Z} _{2}} traite des points fixes d'une action {\displaystyle \mathbf {Z} _{2}}, tandis que l'homologie de groupe {\displaystyle H_{*}} traite des orbites d'une action {\displaystyle \mathbf {Z} _{2}}, compare {\displaystyle X^{G}} (points fixes) et {\displaystyle X_{G}=X/G} (orbites, quotient) pour la notation d'index supérieur/inférieur.
Les L -groupes quadratiques : {\displaystyle L_{n}(R)} et les L -groupes symétriques : {\displaystyle L^{n}(R)} sont liés par une carte de symétrisation {\displaystyle L_{n}(R)\to L^{n}(R)} qui est un isomorphisme modulo 2-torsion, et qui correspond aux identités de polarisation.
Les L-groupes quadratiques et symétriques sont quadratiques périodiques (le commentaire de Ranicki, page 12, sur la non-périodicité des L-groupes symétriques fait référence à un autre type de L-groupes, défini à l'aide de "complexes courts").
Compte tenu des applications à la classification des variétés, il existe des calculs approfondis des {\displaystyle L} -groupes quadratiques {\displaystyle L_{*}(\mathbf {Z} [\pi ])} . Pour des {\displaystyle \pi } finis, des méthodes algébriques sont utilisées; pour des {\displaystyle \pi } infinis, on utilise principalement des méthodes géométriques (par exemple la topologie contrôlée).
Plus généralement, on peut définir des L -groupes pour toute catégorie additive avec une dualité de chaîne, comme dans Ranicki (section 1).

### Entiers
Les L -groupes simplement connectés sont aussi les L -groupes des entiers, comme {\displaystyle L(e):=L(\mathbf {Z} [e])=L(\mathbf {Z} )} pour {\displaystyle L} = {\displaystyle L^{*}} ou  {\displaystyle L_{*}.} Pour les L-groupes quadratiques, ce sont les obstacles chirurgicaux à la chirurgie simplement connexe.
Les L -groupes quadratiques des entiers sont :
{\displaystyle {\begin{aligned}L_{4k}(\mathbf {Z} )&=\mathbf {Z} &&{\text{signature}}/8\\L_{4k+1}(\mathbf {Z} )&=0\\L_{4k+2}(\mathbf {Z} )&=\mathbf {Z} /2&&{\text{Arf invariant}}\\L_{4k+3}(\mathbf {Z} )&=0.\end{aligned}}}
En dimension pairement paire (4 k ), les L -groupes quadratiques détectent la signature ; en dimension simplement paire (4 k +2), les L -groupes détectent l' invariant Arf (topologiquement l' invariant de Kervaire ).
Les L -groupes symétriques des entiers sont :
{\displaystyle {\begin{aligned}L^{4k}(\mathbf {Z} )&=\mathbf {Z} &&{\text{signature}}\\L^{4k+1}(\mathbf {Z} )&=\mathbf {Z} /2&&{\text{de Rham invariant}}\\L^{4k+2}(\mathbf {Z} )&=0\\L^{4k+3}(\mathbf {Z} )&=0.\end{aligned}}}
En dimension pairement paire (4 k ), les L -groupes symétriques, comme les L -groupes quadratiques, détectent la signature ; en dimension (4 k +1), les L -groupes détectent l' invariant de de Rham.